# Fritz Buchloh
Fritz Buchloh (Mülheim an der Ruhr, 1909. november 26. – Mülheim an der Ruhr, 1998. július 22.) világbajnoki bronzérmes német labdarúgó, kapus, edző, sportvezető.

## Pályafutása

### Klubcsapatban
1933 és 1938 között a VfB Speldorf kapusa volt. 1938–39-ben a Hertha BSC játékosa volt, míg edzői tanulmányokat folytatott a Berlinben a Birodalmi Akadémián. 1939 és 1945 között a Schwarz-Weiß Essen csapatában szerepelt. A második világháború során 11 csonttörést szenvedett és a háború végén Franciaországban internálták. Ezzel aktív labdarúgó pályafutása is véget ért.

### A válogatottban
1932 és 1936 között 17 alkalommal védett a német válogatottban. Részt vett az 1934-es olaszországi világbajnokságon, ahol bronzérmet szerzett a csapattal. Tagja volt 1936-os berlini olimpián részt vevő együttesnek és az 1938-as franciaországi világbajnokságon is kerettag volt, de pályára nem lépett.

### Edzőként, sportvezetőként
A második világháború után az első edző volt, aki külföldön munkát vállalt. 1949-ben az izlandi válogatott szövetségi kapitánya volt. 1952 és 1954 között  a Schwarz-Weiß Essen vezetőedzőjeként tevékenykedett.
1957. szeptember 9-én Duisburgban részt vett a Bund Deutscher Fußball-Lehrer (Német Labdarúgóedzők Szövetsége) létrehozásában, ahol az elnök Paul Oßwald, helyettese Herbert Widmayer lett, míg Fritz Buchloh pénztáros lett, amely feladatot két évtizeden át ellátott, majd 1978-ban tiszteletbeli taggá választották. 1980-ban Bécsben alakult meg az Európai Labdarúgóedzők Szövetsége, ahol második alelnök lett és pénztáros. Anyaegyesülete a VfB Speldorf is tiszteletbeli elnökének választotta.

## Sikerei, díjai
Németország
- Világbajnokság
  - bronzérmes: 1934, Olaszország